# Stanislav Mackovík
Stanislav Mackovík (* 11. března 1967) je český politik, v letech 2013 až 2017 poslanec Poslanecké sněmovny PČR, v letech 2008 až 2010, 2012 až 2013 a 2016 až 2020 zastupitel Libereckého kraje, bývalý zastupitel obce Pertoltice pod Ralskem, člen KSČM.

## Život
V roce 1984 začal sportovně létat v aeroklubu Česká Lípa. Následně vystudoval v rámci pomaturitní nástavby Zdravotní školu v Litoměřicích. Od roku 1992 působí u záchranné služby v Liberci, od roku 2010 jako její ředitel do podzimu roku 2013, kdy se stal poslancem v Poslanecké sněmovně Parlamentu. Do dnešní doby pracuje jako řadový záchranář skupiny speciálních činností na letecké záchranné službě Libereckého Kraje. U záchranné služby má i funkci náměstka pro krizové řízení a IZS, ze kterého je v nynější době uvolněn pro plnění funkce v Poslanecké sněmovně.
Stanislav Mackovík je rozvedený a má jednoho syna Ondřeje. Mezi jeho velké koníčky patří létání (vlastní i letecký průkaz).

## Politické působení
Do vyšší politiky vstoupil, když byl v krajských volbách v roce 2008 zvolen za KSČM zastupitelem Libereckého kraje. Na mandát krajského zastupitele ale na jaře 2010 rezignoval, protože byl pověřen vedením Zdravotnické záchranné služby Libereckého kraje a podle právního oddělení krajského úřadu byly obě funkce neslučitelné. V roce 2012 přesto přijal nominaci KSČM na hejtmana Libereckého kraje a prohlásil, že je mu jasné, že se bude muset po krajských volbách vzdát místa ředitele záchranné služby. V krajských volbách v roce 2012 byl pak zvolen zastupitelem Libereckého kraje a stal se členem Výboru zdravotnictví Libereckého kraje. Protože však KSČM skončila v opozici, změnil své rozhodnutí a dal přednost místu ředitele Zdravotnické záchranné služby Libereckého kraje. Maximálně využil dobu, kterou mu zákon o (ne)slučitelnosti funkcí umožňuje a v únoru 2013 na mandát krajského zastupitele rezignoval. Ve volbách v roce 2016 byl opět lídrem kandidátky KSČM v Libereckém kraji a získal post krajského zastupitele. Lídrem kandidátky KSČM v Libereckém kraji je i ve volbách v roce 2020.
Neúspěšně kandidoval ve volbách do Poslanecké sněmovny PČR v roce 2006 a ve volbách do Poslanecké sněmovny PČR v roce 2010. Ve volbách do Poslanecké sněmovny PČR v roce 2013 kandidoval v Libereckém kraji jako lídr KSČM a byl zvolen. Nyní je členem několika výboru v Poslanecké sněmovně a to výbor pro zdravotnictví a obranu kde je i jejím ověřovatelem. Dále je členem několika podvýborů například: podvýbor pro inovace, letectví a kosmonautiku. Podvýbor pro oblast zdravotní péče, vzdělávání a prevenci (zde je i místopředsedou tohoto podvýboru). Dále působí v podvýboru pro akvizici Ministerstva obrany, obchod s vojenským materiálem a inovace AČR. A posledním z podvýborů ve kterém je členem, je podvýbor pro lidská práva.
V komunálních volbách v roce 2014 kandidoval za KSČM do Zastupitelstva obce Pertoltice pod Ralskem, ale neuspěl. Ve volbách do Poslanecké sněmovny PČR v roce 2017 byl lídrem KSČM v Libereckém kraji. Pozici poslance však neobhájil, strana nezískala v kraji ani jeden mandát. V krajských volbách v roce 2020 byl znovu lídrem kandidátky KSČM v Libereckém kraji. Strana se však do zastupitelstva nedostala.
Ve volbách do Poslanecké sněmovny PČR v roce 2025 je lídrem uskupení Stačilo! (KSČM, SOCDEM, ČSNS, SD-SN, Moravané) v Libereckém kraji.